# تپه نصرآباد امرایی
تپه نصرآباد امرائی مربوط به دوران پیش از تاریخ ایران باستان تا دوران‌های تاریخی پس از اسلام است و در شهرستان سلسله، روستای ولی آباد امرایی واقع شده و این اثر در تاریخ ۱۰ مهر ۱۳۸۰ با شمارهٔ ثبت ۴۰۶۴ به‌عنوان یکی از آثار ملی ایران به ثبت رسیده است.